# Trois âges de Vico
Pour les articles homonymes, voir Trois âges.
Les trois âges de Vico sont un découpage chronologique de l'Histoire proposé par Giambattista Vico en 1725. Ce découpage est le premier des tentatives de conceptualisation d'âges en philosophie de l'histoire au XVIIIe siècle.

## Concept
Giambattista Vico publie, en 1725 et en 1744, ses Principes d'une science nouvelle relative à la nature commune des nations. Il s'agit pour lui de fonder une science de l'histoire afin de rompre avec la description historique linéaire. Il met en lumière la nécessaire quête de la cause dans la recherche historique, car, selon lui, connaître la nature des choses n'est pas en connaître l'intime essence (qui nous est souvent impossible à connaître), mais en connaître la chaîne de causalité.
Vico crée ainsi un système de pensée systématique. Déterministe, il considère qu'il existe une nature commune à toutes les nations, qui obéissent à des lois qui régissent leur naissance, leur développement, leur disparition et leur renaissance. Il conçoit le monde comme cyclique (corsi et ricorsi) et fait appel à l'idée antique d'éternel retour. Il crée un découpage ternaire de l'Histoire, qui est scandée par des « âges », reprenant les mythes égyptiens et grecs de l'âge d'or, de fer et de bronze. Ces trois âges de Vico sont :
- l'âge des dieux, celui de l'émergence de la religion, de la famille et d'autres institutions sociales de base. Il s'agit de l'enfance de l'humanité ;
- l'âge des héros, où le peuple est maintenu sous le joug d'une classe dominante de nobles, et où il vénère des héros :
- l'âge des hommes, où le peuple, grâce à la raison, s'insurge et conquiert l’égalité, processus qui marque cependant le début de la désintégration de la société. Les hommes créent ainsi pour eux la société civile[4]. Elle retourne ensuite à un stade de barbarie[5].

Chaque âge, soutient Vico, imprime sa marque sur les formes de production humaines (la langue, le droit, la morale, etc.). Il est dès lors nécessaire d'utiliser la philologie comme méthode d'investigation. Il crée ainsi une analogie avec l'évolution de la langue égyptienne : à la langue hiéroglyphique ou sacrée, a succédé la langue symbolique ou héroïque, avant de s'achever sur la langue vulgaire.

## Postérité

### Trois âges de Comte
Vico initie ce qui fut postérieurement appelé la « métaphysique des trois âges », c'est-à-dire l'explication métaphysique d'une causalité nécessaire scandant le cours du temps en trois âges. Le positivisme conduira Auguste Comte à créer un modèle ternaire différent de celui de Vico : l'âge théologique, l'âge métaphysique et l'âge positiviste. Le modèle de Vico est toutefois opposé à celui de Comte, car les trois âges de Vico ne sont pas des étapes qui permettraient l'émancipation de l'humanité et son accession à un stade supérieur ; le temps du philosophe italien est bien cyclique.

### Popularisation par Michelet
L'ouvrage de Vico est peu distribué en France. En 1827, toutefois, Jules Michelet le traduit sous le titre de Principes de la philosophie de l'histoire, et donne au livre une reconnaissance nationale. Il souligne la tentative de Vico et sa conception de la causalité, estimant que le principal mérite de Vico est de « dégager les phénomènes réguliers des accidentels et déterminer les lois générales qui régissent les premiers ».